# Tour Down Under 2016
Tour Down Under 2016 var en cykeltävling som avgjordes under perioden 19-24 januari 2016 i Australien. Detta var den 18:e upplagan av Tour Down Under. Tour Down Under 2016 var den första tävlingen i UCI World Tour 2016. Regerande mästare var Rohan Dennis (BMC Racing Team). Simon Gerrans (Orica–GreenEDGE) vann tävlingen, som avgjordes med sex etapper.

## Deltagande lag
Samtliga 18 UCI World Tour-lag deltog i tävlingen, samt 2 inbjudna lag.
UCI World Tour
- AG2R La Mondiale
- Astana
- BMC Racing Team
- Etixx–Quick-Step
- FDJ
- IAM Cycling
- Lampre–Merida
- Lotto–Soudal
- Movistar Team
- Orica–GreenEDGE
- Cannondale
- Team Giant-Alpecin
- Team Katusha
- LottoNL–Jumbo
- Team Dimension Data
- Team Sky
- Tinkoff
- Trek–Segafredo

Inbjudna
- Drapac Professional Cycling
- UniSA–Australia

## Etapper

### Etapp 1
| №  | Cyklist                  | Lag                 | Tid     |
| -- | ------------------------ | ------------------- | ------- |
| 1  | Caleb Ewan (AUS)         | Orica–GreenEDGE     | 3:24.13 |
| 2  | Mark Renshaw (AUS)       | Team Dimension Data | ±0      |
| 3  | Wouter Wippert (NED)     | Cannondale          | ±0      |
| 4  | Marko Kump (SLO)         | Lampre–Merida       | ±0      |
| 5  | Adam Blythe (GBR)        | Tinkoff             | ±0      |
| 6  | Giacomo Nizzolo (ITA)    | Trek–Segafredo      | ±0      |
| 7  | Ben Swift (GBR)          | Team Sky            | ±0      |
| 8  | Steele Von Hoff (AUS)    | UniSA-Australia     | ±0      |
| 9  | José Joaquín Rojas (ESP) | Movistar Team       | ±0      |
| 10 | Gregory Henderson (NZL)  | Lotto–Soudal        | ±0      |

| №  | Cyklist               | Lag                 | Tid     |
| -- | --------------------- | ------------------- | ------- |
| 1  | Caleb Ewan (AUS)      | Orica–GreenEDGE     | 3:24.03 |
| 2  | Mark Renshaw (AUS)    | Team Dimension Data | + 4     |
| 3  | Alexis Gougeard (FRA) | AG2R La Mondiale    | + 4     |
| 4  | Wouter Wippert (NED)  | Cannondale          | + 6     |
| 5  | Sean Lake (AUS)       | UniSA-Australia     | + 7     |
| 6  | Marko Kump (SLO)      | Lampre–Merida       | + 10    |
| 7  | Adam Blythe (GBR)     | Tinkoff             | + 10    |
| 8  | Giacomo Nizzolo (ITA) | Trek–Segafredo      | + 10    |
| 9  | Ben Swift (GBR)       | Team Sky            | + 10    |
| 10 | Steele Von Hoff (AUS) | UniSA-Australia     | + 10    |

### Etapp 2
| №  | Cyklist                | Lag              | Tid     |
| -- | ---------------------- | ---------------- | ------- |
| 1  | Jay McCarthy (AUS)     | Tinkoff          | 3:26.40 |
| 2  | Diego Ulissi (ITA)     | Lampre–Merida    | ±0      |
| 3  | Rohan Dennis (AUS)     | BMC Racing Team  | ±0      |
| 4  | Danilo Wyss (SUI)      | BMC Racing Team  | ±0      |
| 5  | Petr Vakoč (CZE)       | Etixx–Quick-Step | ±0      |
| 6  | Patrick Bevin (NZL)    | Cannondale       | ±0      |
| 7  | Juan José Lobato (ESP) | Movistar Team    | ±0      |
| 8  | Sergio Henao (COL)     | Team Sky         | ±0      |
| 9  | Anthony Roux (FRA)     | FDJ              | ±0      |
| 10 | Enrico Battaglin (ITA) | LottoNL–Jumbo    | ±0      |

| №  | Cyklist                           | Lag                 | Tid     |
| -- | --------------------------------- | ------------------- | ------- |
| 1  | Jay McCarthy (AUS)                | Tinkoff             | 6:50.43 |
| 2  | Diego Ulissi (ITA)                | Lampre–Merida       | + 4     |
| 3  | Simon Gerrans (AUS)               | Orica–GreenEDGE     | + 5     |
| 4  | Rohan Dennis (AUS)                | BMC Racing Team     | + 6     |
| 5  | Reinardt Janse van Rensburg (RSA) | Team Dimension Data | + 9     |
| 6  | Patrick Bevin (NZL)               | Cannondale          | + 10    |
| 7  | Enrico Battaglin (ITA)            | LottoNL–Jumbo       | + 10    |
| 8  | Juan José Lobato (ESP)            | Movistar Team       | + 10    |
| 9  | Anthony Roux (FRA)                | FDJ                 | + 10    |
| 10 | Tobias Ludvigsson (SWE)           | Team Giant-Alpecin  | + 10    |

### Etapp 3
| №  | Cyklist                  | Lag              | Tid     |
| -- | ------------------------ | ---------------- | ------- |
| 1  | Simon Gerrans (AUS)      | Orica–GreenEDGE  | 3:37.34 |
| 2  | Rohan Dennis (AUS)       | BMC Racing Team  | ±0      |
| 3  | Michael Woods (CAN)      | Cannondale       | ±0      |
| 4  | Jay McCarthy (AUS)       | Tinkoff          | ±0      |
| 5  | Steve Morabito (SUI)     | FDJ              | ±0      |
| 6  | Rafael Valls (ESP)       | Lotto–Soudal     | ±0      |
| 7  | Sergio Henao (COL)       | Team Sky         | ±0      |
| 8  | Domenico Pozzovivo (ITA) | AG2R La Mondiale | ±0      |
| 9  | Richie Porte (AUS)       | BMC Racing Team  | ±0      |
| 10 | Rubén Fernández (ESP)    | Movistar Team    | ±0      |

| №  | Cyklist                  | Lag              | Tid      |
| -- | ------------------------ | ---------------- | -------- |
| 1  | Simon Gerrans (AUS)      | Orica–GreenEDGE  | 10:28.12 |
| 2  | Jay McCarthy (AUS)       | Tinkoff          | + 3      |
| 3  | Rohan Dennis (AUS)       | BMC Racing Team  | + 5      |
| 4  | Michael Woods (CAN)      | Cannondale       | + 11     |
| 5  | Sergio Henao (COL)       | Team Sky         | + 15     |
| 6  | Rafael Valls (ESP)       | Lotto–Soudal     | + 15     |
| 7  | Rubén Fernández (ESP)    | Movistar Team    | + 15     |
| 8  | Steve Morabito (SUI)     | FDJ              | + 15     |
| 9  | Domenico Pozzovivo (ITA) | AG2R La Mondiale | + 15     |
| 10 | Richie Porte (AUS)       | BMC Racing Team  | + 15     |

### Etapp 4
| №  | Cyklist                           | Lag                 | Tid     |
| -- | --------------------------------- | ------------------- | ------- |
| 1  | Simon Gerrans (AUS)               | Orica–GreenEDGE     | 3:13.59 |
| 2  | Ben Swift (GBR)                   | Team Sky            | ±0      |
| 3  | Giacomo Nizzolo (ITA)             | Trek–Segafredo      | ±0      |
| 4  | Jay McCarthy (AUS)                | Tinkoff             | ±0      |
| 5  | Leigh Howard (AUS)                | IAM Cycling         | ±0      |
| 6  | Reinardt Janse van Rensburg (RSA) | Team Dimension Data | ±0      |
| 7  | Sergey Lagutin (RUS)              | Team Katusha        | ±0      |
| 8  | Alexey Tsatevich (RUS)            | Team Katusha        | ±0      |
| 9  | Nathan Haas (AUS)                 | Team Dimension Data | ±0      |
| 10 | Enrico Battaglin (ITA)            | LottoNL–Jumbo       | ±0      |

| №  | Cyklist                  | Lag              | Tid      |
| -- | ------------------------ | ---------------- | -------- |
| 1  | Simon Gerrans (AUS)      | Orica–GreenEDGE  | 13:41.58 |
| 2  | Jay McCarthy (AUS)       | Tinkoff          | + 14     |
| 3  | Rohan Dennis (AUS)       | BMC Racing Team  | + 26     |
| 4  | Sergio Henao (COL)       | Team Sky         | + 28     |
| 5  | Steve Morabito (SUI)     | FDJ              | + 28     |
| 6  | Rubén Fernández (ESP)    | Movistar Team    | + 28     |
| 7  | Domenico Pozzovivo (ITA) | AG2R La Mondiale | + 28     |
| 8  | Michael Woods (CAN)      | Cannondale       | + 32     |
| 9  | Rafael Valls (ESP)       | Lotto–Soudal     | + 36     |
| 10 | Richie Porte (AUS)       | BMC Racing Team  | + 36     |

### Etapp 5
| №  | Cyklist                  | Lag              | Tid     |
| -- | ------------------------ | ---------------- | ------- |
| 1  | Richie Porte (AUS)       | BMC Racing Team  | 3:34.16 |
| 2  | Sergio Henao (COL)       | Team Sky         | + 6     |
| 3  | Michael Woods (CAN)      | Cannondale       | + 9     |
| 4  | Diego Ulissi (ITA)       | Lampre–Merida    | + 17    |
| 5  | Rafael Valls (ESP)       | Lotto–Soudal     | + 17    |
| 6  | Rubén Fernández (ESP)    | Movistar Team    | + 17    |
| 7  | Domenico Pozzovivo (ITA) | AG2R La Mondiale | + 17    |
| 8  | Simon Gerrans (AUS)      | Orica–GreenEDGE  | + 17    |
| 9  | Jarlinson Pantano (COL)  | IAM Cycling      | + 17    |
| 10 | Patrick Bevin (NZL)      | Cannondale       | + 17    |

| №  | Cyklist                  | Lag              | Tid      |
| -- | ------------------------ | ---------------- | -------- |
| 1  | Simon Gerrans (AUS)      | Orica–GreenEDGE  | 17:16.31 |
| 2  | Richie Porte (AUS)       | BMC Racing Team  | + 9      |
| 3  | Sergio Henao (COL)       | Team Sky         | + 11     |
| 4  | Jay McCarthy (AUS)       | Tinkoff          | + 20     |
| 5  | Michael Woods (CAN)      | Cannondale       | + 20     |
| 6  | Rubén Fernández (ESP)    | Movistar Team    | + 28     |
| 7  | Domenico Pozzovivo (ITA) | AG2R La Mondiale | + 28     |
| 8  | Rafael Valls (ESP)       | Lotto–Soudal     | + 36     |
| 9  | Steve Morabito (SUI)     | FDJ              | + 49     |
| 10 | Patrick Bevin (NZL)      | Cannondale       | + 50     |

### Etapp 6
| №  | Cyklist                 | Lag                 | Tid     |
| -- | ----------------------- | ------------------- | ------- |
| 1  | Caleb Ewan (AUS)        | Orica–GreenEDGE     | 1:55.02 |
| 2  | Mark Renshaw (AUS)      | Team Dimension Data | ±0      |
| 3  | Giacomo Nizzolo (ITA)   | Trek–Segafredo      | ±0      |
| 4  | Adam Blythe (GBR)       | Tinkoff             | ±0      |
| 5  | Alexey Tsatevich (RUS)  | Team Katusha        | ±0      |
| 6  | Ben Swift (GBR)         | Team Sky            | ±0      |
| 7  | Marko Kump (SLO)        | Lampre–Merida       | ±0      |
| 8  | Davide Martinelli (ITA) | Etixx–Quick-Step    | ±0      |
| 9  | Leigh Howard (AUS)      | IAM Cycling         | ±0      |
| 10 | Wouter Wippert (NED)    | Cannondale          | ±0      |

| №  | Cyklist                  | Lag              | Tid      |
| -- | ------------------------ | ---------------- | -------- |
| 1  | Simon Gerrans (AUS)      | Orica–GreenEDGE  | 19:11.33 |
| 2  | Richie Porte (AUS)       | BMC Racing Team  | + 9      |
| 3  | Sergio Henao (COL)       | Team Sky         | + 11     |
| 4  | Jay McCarthy (AUS)       | Tinkoff          | + 20     |
| 5  | Michael Woods (CAN)      | Cannondale       | + 20     |
| 6  | Rubén Fernández (ESP)    | Movistar Team    | + 28     |
| 7  | Domenico Pozzovivo (ITA) | AG2R La Mondiale | + 28     |
| 8  | Rafael Valls (ESP)       | Lotto–Soudal     | + 36     |
| 9  | Steve Morabito (SUI)     | FDJ              | + 49     |
| 10 | Patrick Bevin (NZL)      | Cannondale       | + 50     |